# كيراموتي
{{coord|40|51|20|N|24|41|54|E|region:GR-55_type:city|display=title}}
كيراموتي (Κεραμωτή) هي مدينة في كافالا في مقاطعة فوريا إلادا في اليونان.

## معرض صور

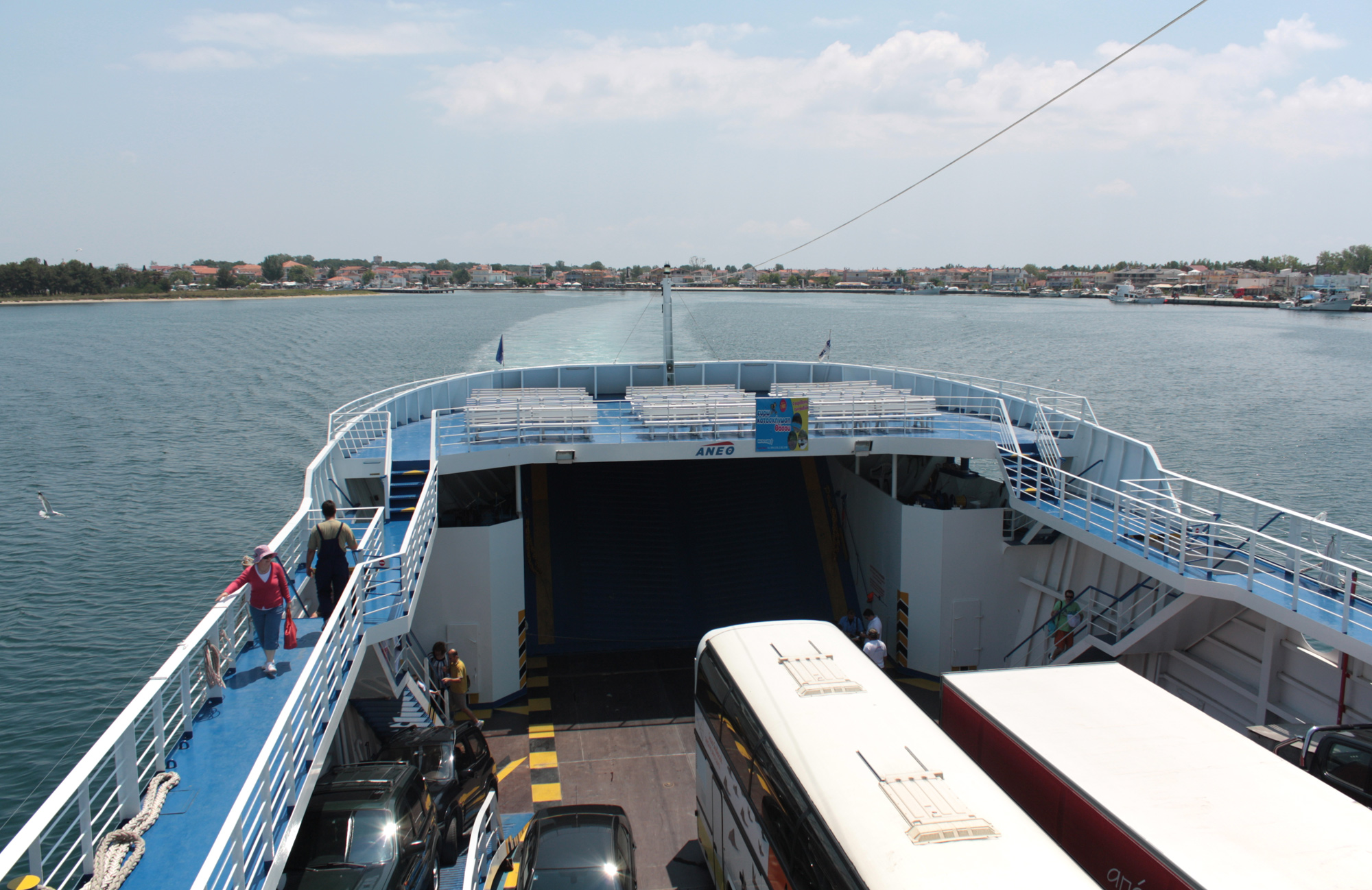
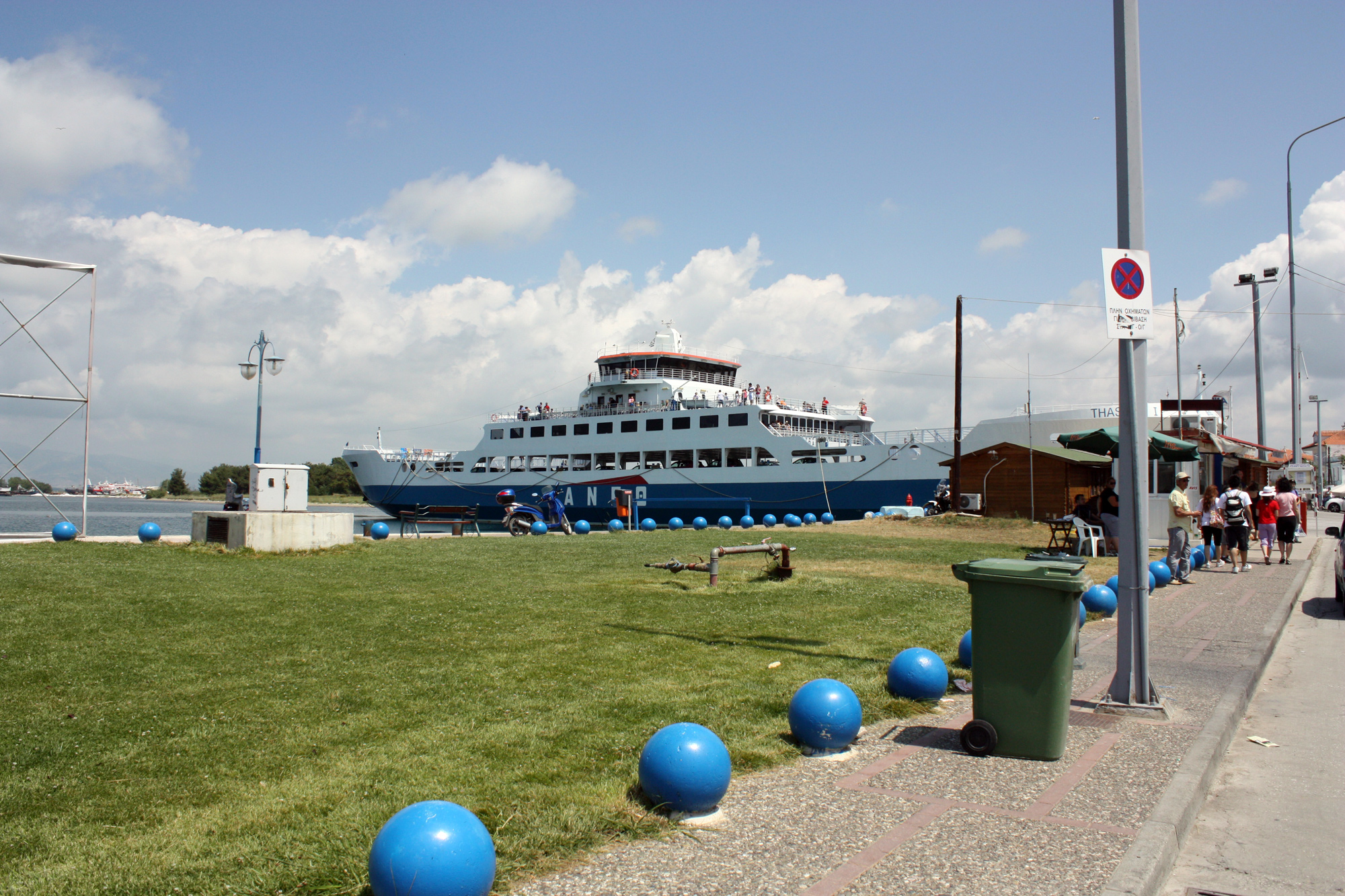
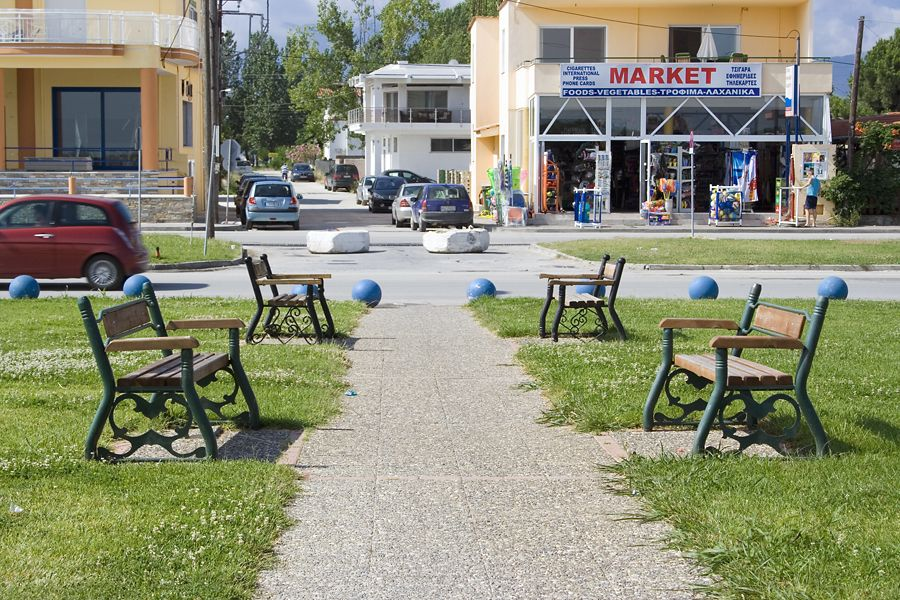